# Pargues
Pargues é uma comuna francesa na região administrativa de Grande Leste, no departamento de Aube. Estende-se por uma área de 13,98 km². Em 2010 a comuna tinha 142 habitantes (densidade: 10,2 hab./km²).